# Administration des services atmosphériques, géophysiques et astronomiques des Philippines
« PAGASA » redirige ici. Pour les autres significations, voir Pagasa.
L’Administration des services atmosphériques, géophysiques et astronomiques des Philippines est le service national de météorologie, d'astronomie, de séismologie et des autres services reliés à protection de la vie, de la propriété et du développement économique durable des Philippines. Il est connu internationalement comme PAGASA à cause de son nom en anglais de Philippine Atmospheric, Geophysical and Astronomical Services Administration mais en Filipino son nom est Pangasiwaan ng Pilipinas sa Serbisyong Atmosperiko, Heopisiko, at Astronomiko. Il fait partie du Ministère de la science et de la technologie.

## Histoire
Les pères Jésuites établis aux Philippines prennent des observations des conditions météorologiques depuis fort longtemps dans leurs rapports à leurs supérieurs. Le père Francisco Colina, professeur de mathématique et de physique avait commencé un prise systématique de ces données avant 1865 au collège de Ateneo Municipal de Manille mais ce n'est que le 1er janvier 1865 que s'ouvre la prise officielle de données. Ce jour-là est ouvert l'Obervatorio del Ateneo municipal où Colina et d'autres disposent d'instruments primitifs pour prendre des mesures deux à trois fois par jour. En 1879, après comparaison des observations prises à l'Observatorio et d'autres prises lors d'un ouragan dans les Antilles par un frère Jésuite. Le Père Faura, responsable de l'Observatorio, décide d'émettre la première alerte cyclonique de l'histoire aux Philippines afin de prévenir la population du nord de l'île de Luçon de l'approche d'un typhon le 7 juillet 1879. Plus tard la même année, il en émet une autre pour Manille ce qui permet de minimiser les dégâts et les pertes de vie.
L'Observatorio est un organisme privé mais sa réputation grandit à la suite de ces succès. Son prestige va même plus loin que les Philippines et de plus en plus d'observatoires météorologiques demandent à recevoir ses bulletins mensuels. Le gouverneur britannique de Hong Kong fait une demande officielle des données et des avertissements en temps réel pour l'Observatoire de Hong Kong après l'installation d'un câble télégraphique sous-marin entre Manille et cette ville. Le gouvernement colonial reconnaissant l'importance de l'Observatorio lui confère le statut d'établissement officiel par un arrêté royal espagnol le 28 avril 1894. En 1887, l'Observatorio ajoute une section vouée à l'étude du magnétisme terrestre et six ans plus tard publie une carte géomagnétique de la colonie. L'Observatorio initie environ au même moment une prise des données sur les séismes mais ce n'est qu'en 1890 qu'une section est officiellement fondée à cette fin. En 1899, c'est la section astronomie qui s'ajoute.
Le réseau de stations prenant des données météorologiques s'élargit graduellement. En 1897 survient la révolution philippine et la guerre entre l'Espagne et les États-Unis qui voit le transfert de souveraineté des Philippines vers ce dernier pays. Le père Faura deviendra le 22 mai 1901 le premier directeur du nouveau service météorologique, créé par la Commission philippine, qui prend la relève de l'Observatorio. Les années suivantes virent la croissance et le développement du service. En 1908, on y trace pour la première fois une carte de surface en Extrême-Orient qui servira entre autres à la prévision des cyclones tropicaux. Le service a participé à diverses expositions internationales et expéditions scientifiques dont plusieurs congrès Pan-Pacifique de la Science. Ses prévisions tropicales sont devenues si fiables que plusieurs expéditions de recherche dans toute la région comptent sur elles pour leur sécurité en mer. Ses travaux de météorologie, de magnétisme terrestre, et d'astronomie sont publiés et constituent une base de données qui sera inestimable, entre autres aux forces américaines dans libération des Philippines durant la Seconde Guerre mondiale.
Depuis sa fondation, l'Observatorio et ensuite le service météorologique, est resté sous la direction des pères de Jésuite jusqu'à la Seconde Guerre mondiale. Le personnel, en partie philippin, servait souvent jusqu'au décès ou jusqu'à un âge avancé. Même ses instruments, à quelques exceptions près, étaient aussi vieux que l'établissement. Après l'invasion japonaise, le service a fonctionné pour la première fois avec un personnel entièrement philippin, dirigé par M. Maximo Lachica, chef du département de la technologie géodésique de l'université des Philippines. Cependant, les Philippines sont coupées du reste du monde non japonais et l'activité est limitée. Mais en sous-main, les météorologues font passer des informations aux forces du général Douglas McArthur. En février 1945, pendant la bataille de Manille, et après plus de trois quarts d'un siècle d'existence, l'Observatorio de Manille est soufflé par les bombes, détruisant non seulement le bâtiment mais également les archives.
Le 24 juillet 1945, le service est rétabli avec un personnel de sept hommes dans un ancien temple japonais sur la rue de Lipa dans le quartier de Sampaloc. En novembre suivant, le Dr Casimiro du département de physique de l'université des Philippines est nommé comme directeur et entreprend le processus de la reconstitution qui sera lente. Le seul appui important vient d'abord de l'armée des États-Unis qui donne les premiers vrais instruments depuis la libération. Une mission du Weather Bureau américain est envoyée à Manille pour évaluer les besoins du bureau en 1946. Le service philippin obtient ainsi pour deux millions de pesos d'équipement météorologique. De jeunes et prometteurs Philippins sont envoyés dans les universités américaines pour apprendre la météorologie et la plupart des fonctionnaires et employés vont parfaire leur formation aux États-Unis. Cette assistance technique a préparé le terrain pour l'établissement de services modernes.
Durant les années 1950, le service philippin modernise son équipement : un observatoire astronomique est construit sur le campus de l'université de Dillman pour la mesure du temps, les communications par télétype s'étendent, etc. En 1963, le premier radar météorologique est installé sur le bâtiment Marsman où il restera jusqu'à ce qu'un feu le détruise en juin 1978. En 1970, le service reçoit les premières images d'un satellite météorologique augmentant ses sources d'information météorologique.
C'est le 8 décembre 1972 que le PAGASA voit le jour par décret présidentiel de Ferdinand Marcos. On intègre alors le service météorologique et les services de géophysique et d'astronomie. Ce nouveau service passe également du ministère du commerce et d'industrie à celui de la défense nationale. Le 2 juin 1977, une modification du décret intègre le bureau de recherche et développement de prévision des ouragans (TMRDO) et le bureau national de prévisions des inondations (NFF0) au PAGASA. Le 17 septembre 1984, le PAGASA est transféré à l'autorité nationale de la Science et de technologie par ordre de l'exécutif et subit une réorganisation de sa structure. L'autorité devient un ministère le 30 janvier 1987.

## Mandat

La zone de responsabilité pour l'émission d'avertissements de cyclones tropicaux de la PAGASA

En plus de maintenir un réseau de prise de données et de fournir des prévisions météorologiques, le PAGASA suit les systèmes tropicaux dans un secteur limité par 25°N 120°E, 25°N 135°E, 5°N 135°E, 5°N 115°E, 15°N 115°E, 21°N 120°E puis retour au premier point et il émet les alertes cycloniques nécessaires à toutes les six à douze heures.
Le 27 août 2007, le service a annoncé la mise sur pied d'un programme d'avertissements en cas de tornades quelques jours après qu'un tel phénomène eut endommagé le centre de l'île de Luçon

## Équipement
PAGASA dispose d'un ensemble de stations météorologiques, sismiques, radars météorologiques, etc. distribué à travers le pays. L'Agence de coopération internationale du Japon aide les Philippines pour la modernisation de ses installations dans ce domaine.

### Stations météorologiques
Les îles sont parsemées de stations météorologiques, humaines et automatiques. En particulier, un réseau de pluviomètres reliés directement par téléphone cellulaire permet de suivre en temps réel les fortes pluies et de prendre les mesures nécessaires pour éviter ou amoindrir les crues, les glissements de terrain. Le service météorologique utilise le programme AMeDAS mis au point par l'Agence météorologique du Japon pour faire ce suivi.
En 2011, Taïwan a donné 15 stations météorologiques au département des sciences et technologie des Philippines. PAGASA et le Bureau central de météorologie de Taïwan sont également reliés à ce réseau.

### Radars météorologiques

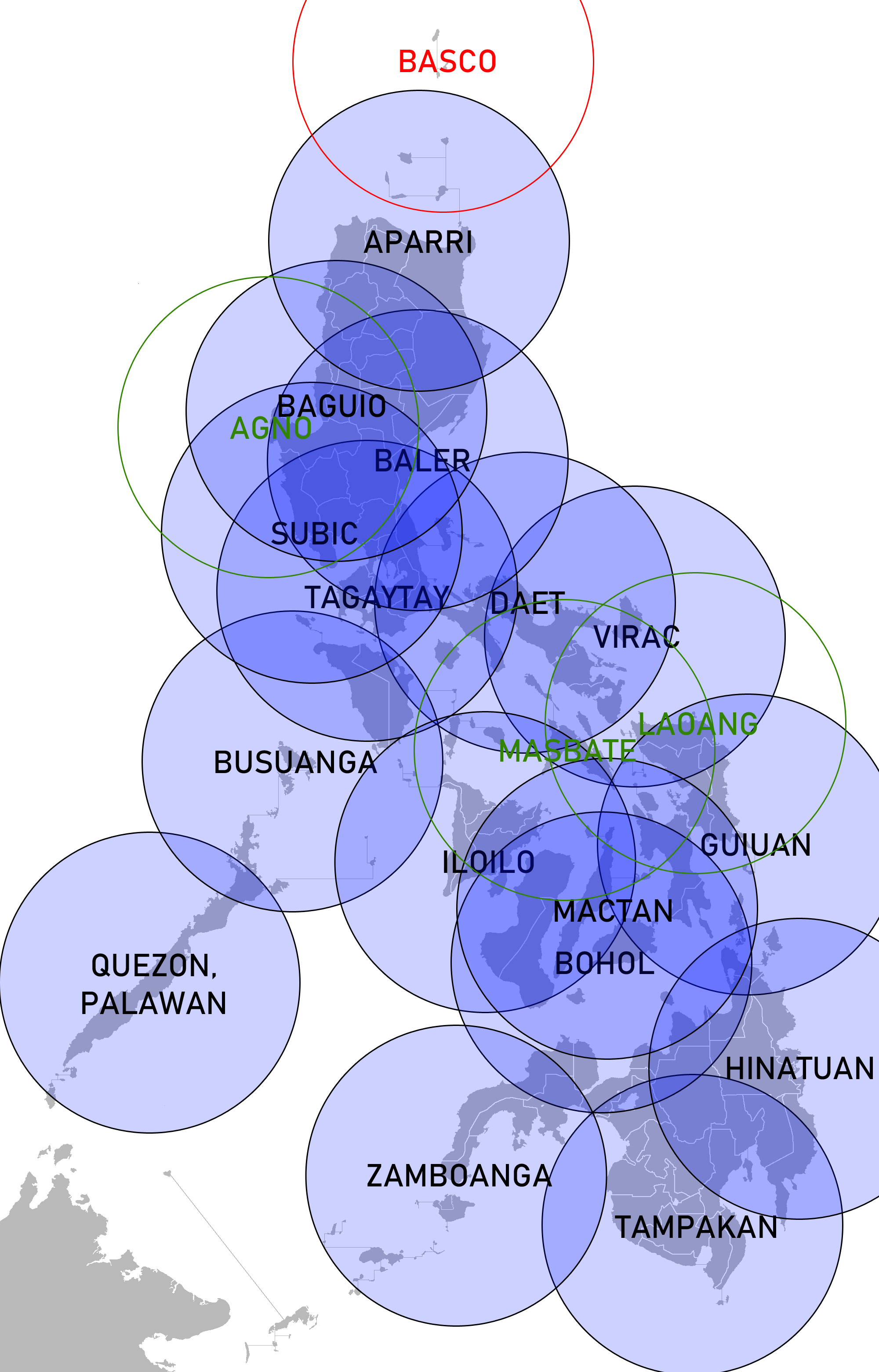
Emplacement des nouveaux radars.

Les réseaux de radars a été modernisé durant les années 2010 avec des radars Doppler permettant de noter la vitesse des gouttelettes des précipitations en plus de l'intensité des précipitations. Le premier de ceux-ci fut construit à Baler, province d'Aurora, et le suivant à Baguio. La modernisation permet de mieux suivre le mouvement des systèmes météorologiques, comme les typhons, dont les fortes pluies causent régulièrement de sérieux problèmes aux Philippines
Le réseau comprend les emplacements suivants par provinces :
- Luzon: Aparri (Cagayan), Baguio, Subic (Zambales), Baler, (Aurora), Tagaytay (Cavite), Virac (Catanduanes, le plus moderne) ;
- Visayas : Mactan (Cebu), Guiuan (Samar oriental);
- Mindanao : Tampakan (Cotabato du Sud), Hinatuan (Surigao du Sud) ;
- Palawan : Busuanga et Quezon ;
- Iloilo : Zamboanga ;
- Batanes : Basco.

### Réseau sismique
PAGASA possède un réseau de capteurs sismiques et a introduit un nouveau type développé par l'université des Philippines qui permet une détection précoce des glissements de terrain. Dix de ces appareils furent installés dans 5 régions à problèmes en 2012.

## Organisation
Depuis le 1er janvier 1988, le PAGASA comprend cinq sections importantes :
- Division de la météorologie :
  - Collection des données météorologiques de surface, en mer, aérologiques, radar et satellitaires ;
  - Prévision publique, maritime et aviation ;
  - Avertissements de phénomènes dangereux dont les cyclones tropicaux ;
  - Développement des techniques de prévision ;
  - Dissémination.
- Division hydrologique :
  - Suivi des conditions des cours d'eau ;
  - Prévision du risque d'inondation.
- Division de la climatologie et de l'agrométéorologie:
  - Archivage des données ;
  - Études du climat, de la qualité de l'air ;
  - Dissémination des données archivées.
- Division de la recherche atmosphérique, géophysique et de l'espace :
  - Recherche et développement ;
  - Formation.
- Division de l'atténuation des désastres naturels

et de trois unités de support :
- Finances
- Administration
- Support technique, entretien et ingénierie